# Rafael Cortés Elvira
Rafael Cortés Elvira (Madrid, 1953) és un catedràtic i polític espanyol.

## Biografia
Doctor en Ciències Químiques per la Universitat Complutense de Madrid, el 1978 va iniciar la seva tasca docent impartint classe a la Facultat d'Informàtica de la Universitat Politècnica de la capital, de la qual arribà a ser Vicerector.
Militant del Partit Socialista Obrer Espanyol des de 1974, la dècada de 1980 va fer el salt a la política activa ocupant el càrrec de director del Gabinet del Conseller d'Educació de la Comunitat de Madrid en el Govern de Joaquín Leguina.
Entre el 24 d'octubre de 1987 i juliol de 1993 va ser Director General d'Esports en el Ministeri d'Educació i Ciència i entre 1993 i 1996, va ser Secretari d'Estat per a l'Esport. Després de la derrota del PSOE en les eleccions de 1996, va retornar al món acadèmic.
Des del 6 de novembre de 2003 és rector de la Universitat Camilo José Cela.